# Schloss Gondelsheim

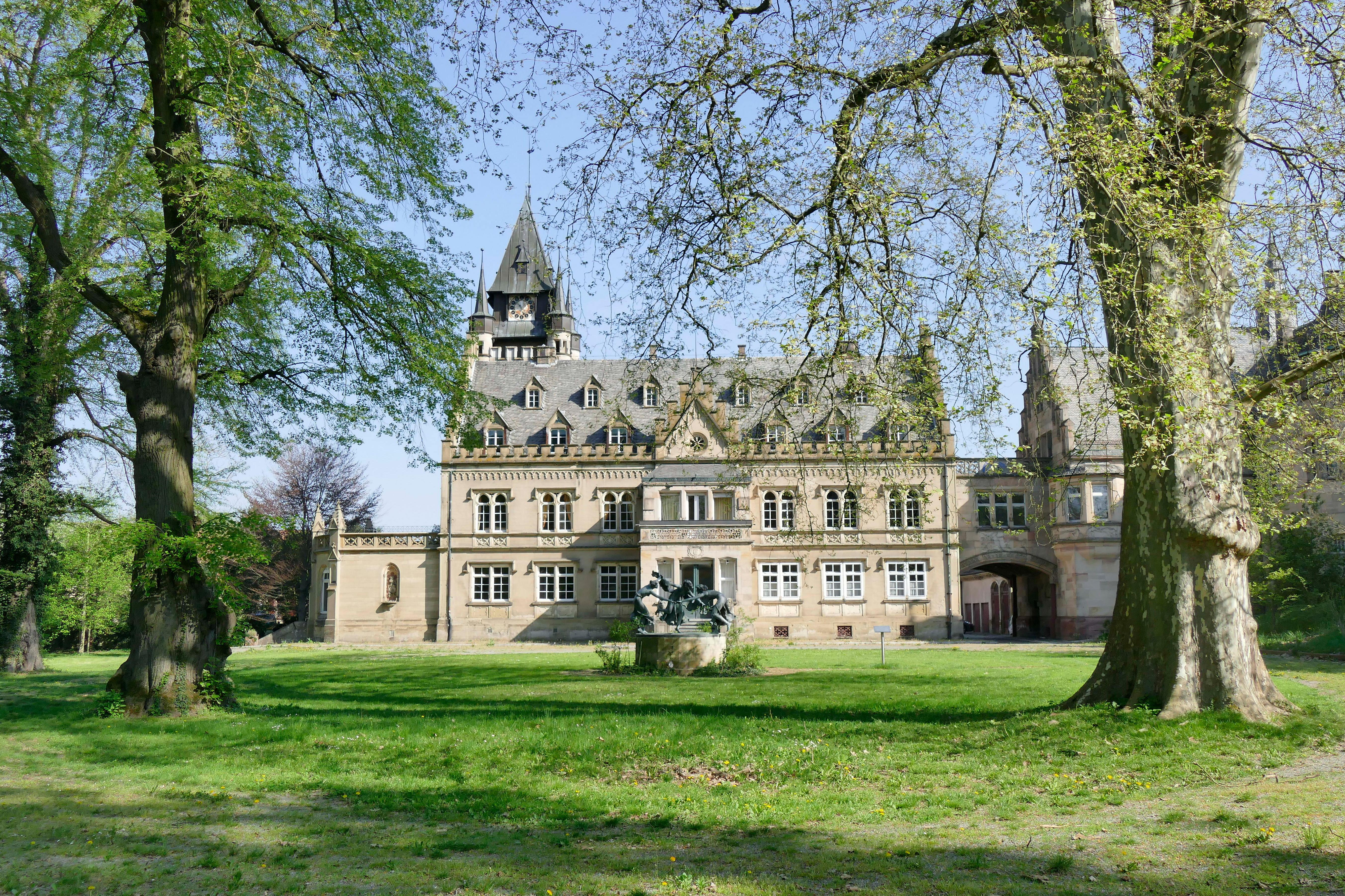
Schloss Gondelsheim

Schloss Gondelsheim ist ein Schloss in der Gemeinde Gondelsheim im baden-württembergischen Landkreis Karlsruhe.

## Geschichte
Das Schloss wurde an der Stelle errichtet, an der schon seit dem Mittelalter eine Burg stand, die im Bauernkrieg sowie im Dreißigjährigen Krieg zerstört worden war. Es war im Besitz verschiedener Häuser, vom ausgehenden 17. Jahrhundert bis zum späten 18. Jahrhundert der Herren von Mentzingen, bis es 1790 von den badischen Markgrafen Friedrich (1756–1817) und Ludwig Wilhelm August, dem späteren Großherzog Ludwig I., gekauft wurde.
Großherzog Ludwig I. hat das Schloss als sein Privateigentum zunächst an seinen Sohn Ludwig Wilhelm August, Graf von Langenstein und Gondelsheim (1820–1873) vererbt. Nach dessen Tod ging es an seine Schwester Luise (1825–1900) über, die mit Carl Israel, Graf Douglas (1824–1898) verheiratet war. Zu diesem Erbe gehörte auch Schloss Langenstein im Hegau, wo die deutsche Linie der Grafen von Douglas noch heute wohnt.
Graf Ludwig Wilhelm August von Langenstein und Gondelsheim ließ 1857 das heutige Schloss errichten. Die Pläne für das in schottisch-neugotischem Stil errichtete Gebäude entwarf der Freiburger Architekt Georg Jakob Schneider. 1906 wurden weitere Flügel im Jugendstil angebaut.
2003 wurde im Schlosspark ein von Spendern finanzierter Nymphenbrunnen errichtet, der eine Replik des Originals „Drei tanzende Mädchen“ von Walter Schott 1903 ist und von dem es nur vier weitere Exemplare weltweit gibt.
Am 21. Mai 2010 wurde der Verkauf des Gondelsheimer Schlosses von Axel Graf Douglas an einen Heidelberger Geschäftsmann notariell beurkundet.

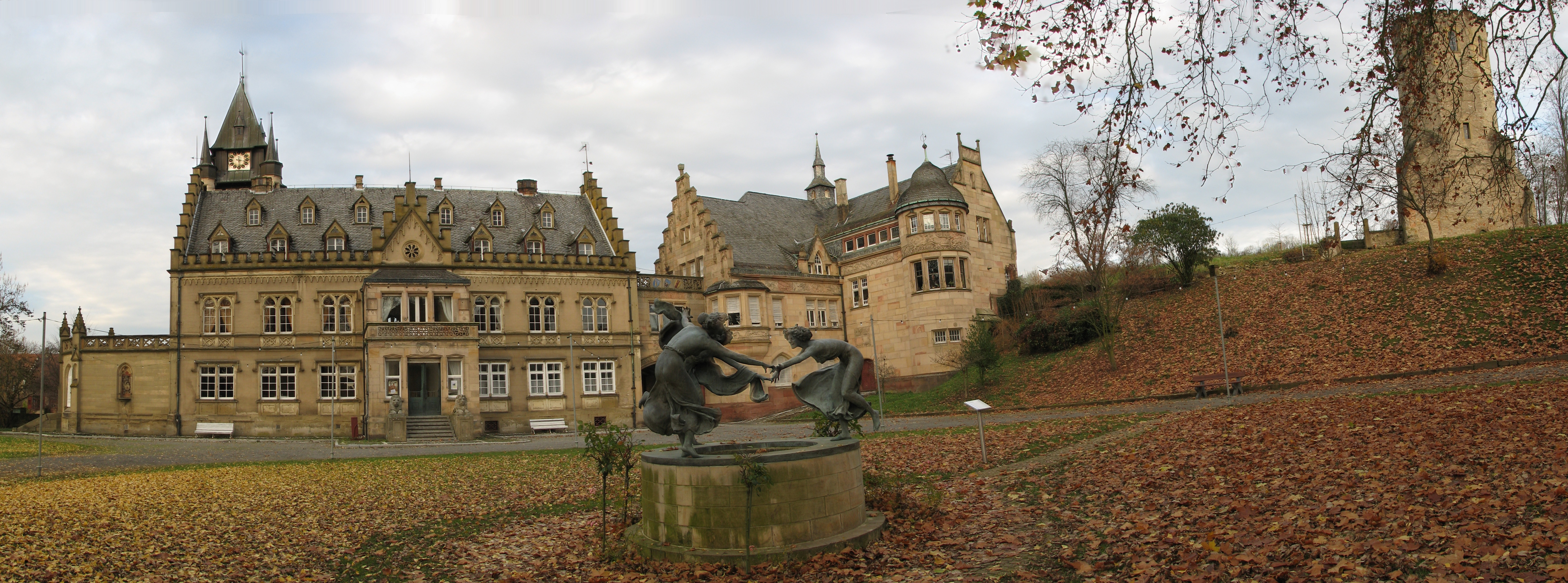
Panoramaaufnahme des Schlosses Gondelsheim